# Ellacombe
Ellacombe – osada w Anglii, w hrabstwie ceremonialnym Devon, w dystrykcie (unitary authority) Torbay. W 2011 miejscowość liczyła 7275 mieszkańców.